# 香港フライングドラゴンズ
香港フライングドラゴンズ（ホンコン・フライングドラゴンズ、英：Hong Kong Flying Dragons）は、中国プロバスケットボールリーグ（CBA）に1シーズンだけ参加したチームである。本拠地は深圳。
2002年にCBA1部参加するが、1勝しか上げられず2部降格となる。（当時のCBAは2部制であった）
しかし、2部でプレーすることなく解散。

## 主な所属選手
- 薛玉洋